# 池田町霞間ケ渓さくら会館
池田町霞間ケ渓さくら会館（いけだちょうかまがたにさくらかいかん）とは、岐阜県揖斐郡池田町にある池田町の社会教育施設（研修施設）。
霞間ケ渓さくら会館、霞間ヶ渓さくら会館、さくら会館とも呼ばれる。霞間ヶ渓さくら会館の呼称が多いが、池田町の条例ではヶでは無くケとなっている。

## 概要
- 町民学習及び研修の促進する施設である[2]。2001年（平成13年）開館。
- 建物は元々は民間会社の研修施設（宿泊施設）「寺岡山荘」[3]として1967年（昭和42年）竣工[1]。この建物を池田町が取得し、研修施設として改修した。
- 国の名勝及び天然記念物に指定されている桜の名所の霞間ヶ渓にある。敷地内にあるシダレザクラは3月中旬から4月上旬に行われる池田サクラまつりではライトアップされる。また、池田サクラまつり期間中は様々な催しが行われる。

## 施設概要
元々企業の研修施設（宿泊施設）であり、部屋や調度品は転用したものが多い。
- 和室1

10畳の和室。襖を外すことにより、和室2と1室にすることが可能。
- 和室2

12畳の和室。襖を外すことにより、和室1と1室にすることが可能。
- 和室3

6畳の和室。旅館の和室の構造をしており、押し入れ、床の間などがある。定員は4人。
- 和室4

8畳の和室。旅館の和室の構造をしており、トイレ、床の間がある。定員は6人。
- 洋室

広さ30.02m2の洋室。洋間の寝室の構造をしており、シングルベッド、トイレ、風呂などがある。定員は2名。
シングルベッド2台が設置されているが、霞間ケ渓さくら会館は宿泊施設では無いため、休憩用のベッドである。
- 談話室
- 厨房
- 食堂
- 浴室
- 事務室（管理人室）

## 利用案内
- 利用時間：9：00 - 21：30[4]
- 休館日：10月1日 - 2月末日[4]
  - 2022年現在、休館日は年末年始（12月29日 - 1月3日）[5]

## 交通アクセス
- 養老鉄道養老線池野駅下車、徒歩約30分

## 周辺
- 池田町総合体育館
- 霞間ヶ渓スポーツ公園
- 霞間ヶ渓
- 池田町青少年研修施設